# 대현고등학교
대현고등학교(大峴高等學校)는 대한민국 울산광역시 남구 야음동에 있는 공립 고등학교이다.

## 학교 연혁
- 2002년 9월 23일 : 야음고등학교(가칭) 시설 공사 착공
- 2003년 9월 29일 : 대현고등학교로 교명 변경
- 2003년 12월 31일 : 울산광역시 시립학교 설치 조례 개정 공포
- 2004년 2월 12일 : 대현고등학교 건물 준공
- 2004년 3월 1일 : 초대 손수목 교장 취임
- 2004년 3월 5일 : 제1회 입학식(8학급 277명)
- 2007년 2월 5일 : 제1회 졸업식(8학급 277명)
- 2017년 9월 23일 : SW교과 중점학교 지정
- 2017년 12월 12일 : 자율학교 지정
- 2020년 10월 26일 : 자율학교 재지정
- 2021년 3월 2일 : 교과특성화학교(운영교과 S/W 교과) 재지정 운영
- 2022년 3월 2일 : 인공지능(AI)교육 교육활동 모델교 운영
- 2024년 3월 4일 : 인공지능(AI)정보교육 중심학교 운영
- 2024년 9월 1일 : 제10대 조혜영 교장 취임
- 2025년 2월 5일 : 제19회 졸업식(8학급 190명)
- 2025년 3월 4일 : 제22회 입학식(8학급 232명)

## 참고 자료
- 대현고등학교 - 한국교육학술정보원 학교알리미